# Momemphis
Momemphis est le nom grec de la ville antique d'Imaou (ou Imaout), la capitale du troisième nome de Basse-Égypte (L'Occident). La ville est une colonie du delta du Nil datant de l'Ancien Empire, avec des parties datant du Moyen Empire. Son emplacement dans le 3e nome de Basse-Égypte, ou « domaine du bétail » (Pr-nb-ima.w), l'accent mis sur la déesse Hathor, ainsi que des preuves fauniques et textuelles suggèrent qu'elle jouait un rôle dans le transport du bétail entre les régions. On ignore actuellement s'il s'agissait d'une ville autosuffisante ou construite uniquement pour soutenir le temple.
Les principales découvertes du site comprennent la tombe de Khesouwer, une grande nécropole, et un temple dédié à Sekhmet-Hathor. Les inscriptions trouvées à Kôm el-Hisn désignant Hathor comme la « Maîtresse d'Imaou », parmi d'autres inscriptions similaires, et l'emplacement de Kôm el-Hisn elle-même indiquent que le site était très probablement l'ancienne capitale du nome Imaou. La plupart des informations sur ce site provenant de fouilles antérieures sont perdues ou restent non publiées.

## Fouilles archéologiques
Le site a été initialement mis au jour par Flinders Petrie lors de ses fouilles à Naucratis en 1881. Il a ensuite été étudié par Francis Llewellyn Griffith de 1885 à 1887. Ce relevé a permis de saisir les vestiges d'un temple en briques crues, d'un mur d'enceinte et de quatre statues de Ramsès II. Deux de ces statues portaient des inscriptions les dédiant à Sekhmet-Hathor, « Maîtresse d'Imaou ». Le temple et le mur d'enceinte ont été détruits depuis. Actuellement[Quand ?], deux des statues de Ramsès  II se trouvent encore sur le site. L'une a été déplacée au Musée du Caire.
Une autre fouille en 1902, cette fois par Georges Daressy, a trouvé plus d'objets liés à Ramsès II avec « deux colosses brisés d'Amenemhat III usurpés par Ramsès II, une pierre inscrite de date ramesside, et quatre blocs d'une chapelle de Sheshonq II qui avait été usurpée par Ramsès II ».
En 1910, la tombe de Khesouwer, un prêtre d'Hathor, a été découverte et fouillée par C. Edgar. À l'intérieur, une tête en pierre d'un pharaon de la XIIe dynastie a été trouvée, portant la couronne blanche de Haute-Égypte. Un groupe de statues endommagées d'Amenemhat III a également été découvert, peut-être lié aux colosses brisés trouvés précédemment. Cette tombe confirme la présence d'un culte d'Hathor sur le site ainsi que sa possible fonction religieuse.
Au début des années 1940, des tombes en briques crues ont été mises au jour après de fortes pluies. De 1943 à 1949, El-Amir, Farad et Hamada ont fouillé ce qui s'est avéré être une grande nécropole. On a dénombré plus d'un millier de tombes, allant de sépultures de classes inférieures à supérieures. Les plus courantes étaient de simples sépultures en sablière. Parmi celles-ci, des lames ont été trouvées dans une partie des tombes étiquetées « groupe de guerriers », mais la plupart des sépultures ne contenaient pas ou peu de matériel funéraire. Les fouilles de 1946 et 1948 ont permis de découvrir un grand nombre de « tombes à pot » contenant des restes d'enfants. Parmi ceux-ci, on a également trouvé des tombes familiales ou des fosses communes contenant principalement des enfants. Ils ont été identifiés par la longueur des colliers trouvés avec les restes.
Le nombre exact de tombes est inconnu. La majorité d'entre elles datent de la Première Période intermédiaire et du Moyen Empire. Cette fouille n'a pas fait l'objet d'une publication complète et a exclu un certain nombre de tombes romaines possibles. Aucune carte ou note de terrain de cette fouille ne survit et une grande partie de ce qui survit est restée non publiée.
Une étude des restes de faune et de flore provenant des dépôts résidentiels a été achevée en 1988. Compte tenu de l'association historique du delta du Nil avec la production de bétail, la faible quantité d'ossements de bovins trouvés suggère que le site avait encore une certaine affiliation avec la production de bétail et l'ensemble du domaine, mais sans inclure la boucherie ou l'élevage de bovins. La majorité de leur alimentation semble provenir des porcs, les restes indiquant une consommation de porcs supérieure à celle des moutons et des chèvres. Ce nombre suggère que le site n'était pas fortement impliqué dans la production de céréales. Les ossements de vaches trouvés à l'extrémité nord du site suggèrent l'existence d'une nécropole animale, apportant une preuve supplémentaire de la relation entre la présence du culte d'Hathor et l'implication dans la production de bétail du delta du Nil. Ce site n'a pas été fouillé.
Une série de fouilles en 1984, 1986 et 1988 a permis de découvrir des vestiges d'architecture et de matériaux domestiques, y compris un mur d'enceinte qui avait bordé une grande partie du site. Ces fouilles ont permis de découvrir des artefacts tels que des moules à pain et des bols qui pouvaient être utilisés pour le stockage de la nourriture, mais l'absence d'articles de base et de moyens de les produire suggère que Momemphis était une colonie religieuse ou qu'elle fonctionnait sous une autorité gouvernementale. Lors des fouilles menées par Robert J. Wenke en 1988, il a découvert des scellements brisés et des céramiques datant des Ve et VIe dynasties. Le site semble avoir été un établissement occupé au moins jusqu'au Moyen Empire. Bien que l'absence de biens domestiques de base indique que Momemphis était occupé par le culte d'Hathor et par un petit personnel de soutien pour ces prêtres, ceci est à nouveau confirmé par les fouilles de Wenke en 1988, où des outils en pierre ont été trouvés, mais les restes de leur fabrication étaient rares. Jusqu'à présent, aucun atelier de fabrication ou preuve d'un tel atelier n'a été trouvé, mais Wenke souligne qu'il est toujours possible qu'ils aient existé mais aient été éloignés du site principal.

### Tombe de Khesouwer
L'une des premières découvertes majeures du site fut la tombe en calcaire de Khesouwer ("Khesu l'Ancien"), datant de la XIIe dynastie. Les restes ont été découverts dans l'angle sud-ouest de Momemphis. Il s'agit de la seule tombe du site contenant des inscriptions, qui datent du Moyen Empire. Grâce à ces inscriptions et à la tête en basalte trouvée lors des fouilles, Edgar date la tombe du règne d'Amenemhat III. Quatre dépôts de fondation ont été trouvés sous les restes de deux murs en briques crues entourant la tombe. Chacun contenait une plaque de calcaire avec une inscription contenant son nom qui correspondait à celle trouvée à l'intérieur de la tombe. Au moment de la découverte de la tombe, le cercueil et les offrandes laissées sur place avaient été réduits en poussière. Ces dépôts ont été placés dans le cadre d'un rituel lors de la construction du temple. Leur découverte sous la tombe de Khesouwer suggère une réutilisation de certaines parties du temple pour construire la tombe. Une scène représente Khesouwer et quatre rangées de prêtresses, qui applaudissent et jouent des instruments, ce qui témoigne de son titre de « Surveillant des prêtresses d'Hathor ». On suppose qu'il exerçait cette fonction au temple découvert à Momemphis.

## Toponymie
Dans l'Égypte antique, le site a eu plusieurs noms :
| M1 | M1 | M1 | O49 |

| M1 | M1 | M1 | O49 |

| M17 | U1 | M1 | M1 | M1 | O49 |

| M17 | U1 | M1 | M1 | M1 | O49 |

| M1 | M1 | M1 | O49 |

| M1 | M1 | M1 | O49 |

| M17 | U1 | M1 | M1 | M1 | O49 |

| M17 | U1 | M1 | M1 | M1 | O49 |

| M1 | M1 | M1 | X1 · O49 |

| M1 | M1 | M1 | X1 · O49 |

| M1 | M1 | M1 | X1 · O49 |

| M1 | M1 | M1 | X1 · O49 |

| O1 · Z1 | V30 | M1 | M1 | M1 | O49 |

| O1 · Z1 | V30 | M1 | M1 | M1 | O49 |

| O1 · Z1 | V30 | M1 | M1 | M1 | O49 |

| O1 · Z1 | V30 | M1 | M1 | M1 | O49 |

| O1 · Z1 | V30 | M1 | M1 | M1 | X1 · O49 |

| O1 · Z1 | V30 | M1 | M1 | M1 | X1 · O49 |

| O1 · Z1 | V30 | M1 | M1 | M1 | X1 · O49 |

| O1 · Z1 | V30 | M1 | M1 | M1 | X1 · O49 |